# Copa de Hesse
La Copa de Hesse (en alemán: Hessenpokal) es una de las 21 competiciones regionales de Alemania que forman parte de la Copa Asociación Alemana y en la que el campeón clasifica a la Copa de Alemania, el torneo de copa de fútbol más importante del país.

## Historia
La copa fue creada en 1945 luego de que finalizara la Segunda Guerra Mundial luego de que el territorio fuera ocupado por Estados Unidos al finalizar la guerra.
Desde su creación ha sido uno de las pocas competiciones regionales que se han realizado casi todos los años desde su creación excepto en dos ocasiones en los años 1950.

## Formato
El formato desde su creación ha contado con la participación de todos los equipos del estado de Hesse que no sean de categoría profesional, por lo que no se permite la participación de los equipos participantes en la Bundesliga de Alemania ni de la 2. Bundesliga.
Se juega bajo un formato de eliminación directa a partido único teniendo la ventaja de localía el club de categoría más baja. Hasta 1963 en caso de empate se jugaba un partido de desempate ya que posteriormente desde la creación de la Bundesliga de Alemania en caso de empate de juegan tiempos extra, y de persistir el empate se recurre a los penales.
La final de la copa se juega a un partido en sede neutral aunque se puede jugar en la sede de uno de los equipos finalistas en caso de haber acuerdo. El campeón clasifica a la primera ronda de la Copa de Alemania.

## Ediciones anteriores
| Temporada | Sede           | Campeón                | Finalista                    | Resultado      | Asistencia |
| 1945–46   |                | Eintracht Frankfurt    | Rot-Weiss Frankfurt          | 3–2            |            |
| 1946–47   |                | Eintracht Wetzlar      | FC Hassia Dieburg            | 3–01           |            |
| 1947–48   |                | Olympia Lampertheim    | KSV Hessen Kassel            | 3–2            |            |
| 1948–49   |                | Kickers Offenbach      | Eintracht Frankfurt          | 4–1            |            |
| 1949–50   |                | FC Hanau 93            | Kickers Offenbach            | 4–0            |            |
| 1950–51   |                | SpVgg Bad Homburg      | SV Jügesheim                 | 5–0            |            |
| 1951–52   |                | FC 04 Oberursel        | SG Gelnhausen                | 3–1 aet        |            |
| 1952–53   |                | SV 07 Nauheim          | SpVgg Neu-Isenburg           | 2–12           |            |
| 1953–54   | No se jugó     | No se jugó             | No se jugó                   | No se jugó     | No se jugó |
| 1954–55   |                | CSC 03 Kassel          | FC Union Niederrad           | 2–1            |            |
| 1955–56   | No se jugó     | No se jugó             | No se jugó                   | No se jugó     | No se jugó |
| 1956–57   |                | Eintracht Wetzlar      | SV Kilianstädten             | 1–03           |            |
| 1957–58   |                | Viktoria Urberach      | VfL Marburg                  | 1–0            |            |
| 1958–59   |                | Germania Okriftel      | Germania Marburg             | 4–2            |            |
| 1959–60   |                | SG Kelkheim            | Hermannia Kassel             | 2–1            |            |
| 1960–61   |                | KSV Hessen Kassel II   | FC Arheilgen                 | 3–2            |            |
| 1961–62   |                | FVgg. Kastel 06        | FV 09 Breidenbach            | 3–14           |            |
| 1962–63   |                | Hünfelder SV           | Eintracht Stadtallendorf     | 2–1            |            |
| 1963–64   |                | VfB Gießen             | FC Homberg                   | 2–1            |            |
| 1964–65   |                | Germania Wiesbaden     | 1. FC Langen                 | 5–3            |            |
| 1965–66   |                | SV Darmstadt 98 II     | SV Niederselters             | 5–2            |            |
| 1966–67   |                | FV 09 Breidenbach      | SV Somborn                   | 4–1            |            |
| 1967–68   |                | SG Westend Frankfurt   | KSV Hessen Kassel II         | 3–1            |            |
| 1968–69   |                | Eintracht Frankfurt II | SV Hermanstein               | 3–2 aet        |            |
| 1969–70   |                | SG Westend Frankfurt   | FV 09 Breidenbach            | 4–2            |            |
| 1970–71   |                | Rot-Weiß Frankfurt     | SV Darmstadt 98              | 3–2 aet        |            |
| 1971–72   |                | VfB Gießen             | TSV Wabern                   | 4–1 aet        |            |
| 1972–73   |                | FC Nieder-Florstadt    | SSV Auf der Heide Bottenhorn | 2–1            |            |
| 1973–74   |                | Rot-Weiß Frankfurt     | TSV Klein-Linden             | 2–1            |            |
| 1974–75   |                | VfR Oli Bürstadt       | KSV Hessen Kassel            | 3–0            |            |
| 1975–76   |                | SSV Dillenburg         | SV Wiesbaden                 | 4–0            |            |
| 1976–77   |                | VfR Oli Bürstadt       | Gladenbacher SC              | 9–0            |            |
| 1977–78   |                | FC Hanau 93            | Viktoria Sindlingen          | 4–0            |            |
| 1978–79   |                | VfB Gießen             | Viktoria Sindlingen          | 5–2            |            |
| 1979–80   |                | RSV Würges             | SV Buchonia Flieden          | 2–0            |            |
| 1980–81   |                | TuSpo Ziegenhain       | Viktoria Griesheim           | 3–0            |            |
| 1981–82   |                | KSV Baunatal           | FSV Frankfurt                | 7–0            |            |
| 1982–83   |                | KSV Baunatal           | SpVgg Neu-Isenburg           | 3–2            |            |
| 1983–84   |                | Eintracht Haiger       | CSC 03 Kassel                | 6–5 pen        |            |
| 1984–85   |                | SC Neukirchen          | FC Ebach                     | 2–0            |            |
| 1985–86   |                | SKV Mörfelden          | FSV Frankfurt                | 2–1            |            |
| 1986–87   |                | RSV Würges             | KSV Baunatal                 | 6–1            |            |
| 1987–88   |                | SV Wehen               | FC Germania Dörnigheim       | 3–2            |            |
| 1988–89   |                | Rot-Weiß Frankfurt     | SV Wiesbaden                 | 2–0            |            |
| 1989–90   |                | FSV Frankfurt          | Eintracht Haiger             | 5–1            |            |
| 1990–91   |                | Viktoria Aschaffenburg | SC Neukirchen                | 2–1            |            |
| 1991–92   |                | Rot-Weiß Frankfurt     | SV Wehen                     | 2–0            |            |
| 1992–93   |                | Kickers Offenbach      | Borussia Fulda               | 3–2            |            |
| 1993–94   |                | SG Egelsbach           | Rot-Weiss Frankfurt          | 3–1            |            |
| 1994–95   |                | SC Neukirchen          | FV Bad Vilbel                | 2–1            |            |
| 1995–96   | Marburg        | SV Wehen               | SC Neukirchen                | 3–2 aet        | 650        |
| 1996–97   |                | SC Neukirchen          | FC Herborn                   | 2–1            |            |
| 1997–98   | Grünberg       | SG Hoechst             | SC Neukirchen                | 4–1 pen        | 800        |
| 1998–99   | Aschaffenburg  | SV Darmstadt 98        | Borussia Fulda               | 4–0            |            |
| 1999–2000 | Alsfeld        | SV Wehen               | TuSpo Guxhagen               | 5–1            |            |
| 2000–01   | Hanau          | SV Darmstadt 98        | SV Wehen                     | 2–1            | 1000       |
| 2001–02   | Offenbach      | Kickers Offenbach      | SC Neukirchen                | 1–0 aet        | 4500       |
| 2002–03   | Rüsselsheim    | Kickers Offenbach      | SV Wehen                     | 3–2            | 2000       |
| 2003–04   | Offenbach      | Kickers Offenbach      | SV Bernbach                  | 4–3 aet        | 3065       |
| 2004–05   | Eschborn       | Kickers Offenbach      | 1. FC Eschborn               | 2–1 aet        |            |
| 2005–06   | Wiesbaden      | SV Darmstadt 98        | FSV Frankfurt                | 2–1            | 2500       |
| 2006–07   | Hanau          | SV Darmstadt 98        | KSV Klein-Karben             | 3–0            | 1246       |
| 2007–08   | Darmstadt      | SV Darmstadt 98        | Viktoria Aschaffenburg       | 2–0            | 3300       |
| 2008–09   | Offenbach      | Kickers Offenbach      | SV Darmstadt 98              | 1–0            |            |
| 2009–10   | Fulda          | Kickers Offenbach      | KSV Hessen Kassel            | 2–1            | 5000       |
| 2010–11   |                | SV Wehen               | KSV Hessen Kassel            | 3–0            |            |
| 2011–12   | Offenbach      | Kickers Offenbach      | FC Ederbergland              | 6–0            |            |
| 2012–13   | Offenbach      | SV Darmstadt 98        | SV Wehen Wiesbaden           | 4–0            |            |
| 2013–14   | Offenbach      | Kickers Offenbach      | SV Darmstadt 98              | 4–2 pen        | 4590       |
| 2014–15   | Kassel         | KSV Hessen Kassel      | VfB Gießen                   | 2–1            | 6100       |
| 2015–16   | Haiger         | Kickers Offenbach      | SV Wehen Wiesbaden           | 2–1            |            |
| 2016–17   | Wiesbaden      | SV Wehen Wiesbaden     | SV Rot-Weiß Hadamar          | 1–1 (3–4 pen.) |            |
| 2017–18   | Stadtallendorf | TSV Steinbach          | Hessen Kassel                | 2–0            |            |
| 2018–19   | Baunatal       | Wehen Wiesbaden        | KSV Baunatal                 | 8–1            |            |
| 2019–20   | Frankfurt      | TSV Steinbach          | FSV Frankfurt                | 1–0            | 0          |

- Fuente: «Ehrentafel der Hessenpokalsieger» (en alemán). DSFS. Consultado el 12 de diciembre de 2008.

## Títulos por equipo
| Club                         | Títulos | Finales | Años                                                                   |
| Kickers Offenbach            | 11      | 12      | 1949, 1950, 1993, 2002, 2003, 2004, 2005, 2009, 2010, 2012, 2014, 2016 |
| SV Darmstadt 98              | 6       | 9       | 1971, 1999, 2001, 2006, 2007, 2008, 2009, 2013, 2014                   |
| SV Wehen Wiesbaden           | 6       | 11      | 1988, 1992, 1996, 2000, 2001, 2003, 2011, 2013, 2016, 2017, 2019       |
| Rot-Weiß Frankfurt           | 4       | 6       | 1946, 1971, 1974, 1989, 1992, 1994                                     |
| SC Neukirchen                | 3       | 7       | 1985, 1991, 1995, 1996, 1997, 1998, 2002                               |
| VfB Gießen                   | 3       | 4       | 1964, 1972, 1979, 2015                                                 |
| KSV Hessen Kassel            | 1       | 6       | 1948, 1975, 2010, 2011, 2015, 2018                                     |
| RSV Würges                   | 2       | 2       | 1980, 1987                                                             |
| KSV Baunatal                 | 2       | 4       | 1982, 1983, 1987, 2019                                                 |
| FC Hanau 93                  | 2       | 2       | 1950, 1978                                                             |
| VfR Oli Bürstadt             | 2       | 2       | 1975, 1977                                                             |
| SG Westend Frankfurt         | 2       | 2       | 1968, 1970                                                             |
| Eintracht Frankfurt          | 1       | 2       | 1946, 1949                                                             |
| Eintracht Wetzlar            | 2       | 2       | 1947, 1957                                                             |
| TSV Steinbach                | 2       | 2       | 2018, 2020                                                             |
| SG Hoechst                   | 1       | 1       | 1998                                                                   |
| SG Egelsbach                 | 1       | 1       | 1994                                                                   |
| SV Darmstadt 98 II           | 1       | 1       | 1966                                                                   |
| Viktoria Aschaffenburg       | 1       | 2       | 1991, 2008                                                             |
| KSV Hessen Kassel II         | 1       | 2       | 1961, 1968                                                             |
| FSV Frankfurt                | 1       | 4       | 1982, 1986, 1990, 2006                                                 |
| SKV Mörfelden                | 1       | 1       | 1986                                                                   |
| Eintracht Frankfurt II       | 1       | 1       | 1969                                                                   |
| Eintracht Haiger             | 1       | 2       | 1984, 1990                                                             |
| TuSpo Ziegenhain             | 1       | 1       | 1981                                                                   |
| SSV Dillenburg               | 1       | 1       | 1976                                                                   |
| FC Nieder-Florstadt          | 1       | 1       | 1973                                                                   |
| FV 09 Breidenbach            | 1       | 3       | 1962, 1967, 1970                                                       |
| Germania Wiesbaden           | 1       | 1       | 1965                                                                   |
| Hünfelder SV                 | 1       | 1       | 1963                                                                   |
| FVgg. Kastel 06              | 1       | 1       | 1962                                                                   |
| SG Kelkheim                  | 1       | 1       | 1960                                                                   |
| Germania Okriftel            | 1       | 1       | 1959                                                                   |
| Viktoria Urberach            | 1       | 1       | 1958                                                                   |
| CSC 03 Kassel                | 1       | 2       | 1955, 1984                                                             |
| SV 07 Nauheim                | 1       | 1       | 1953                                                                   |
| FC 04 Oberursel              | 1       | 1       | 1952                                                                   |
| SpVgg Bad Homburg            | 1       | 1       | 1951                                                                   |
| Olympia Lampertheim          | 1       | 1       | 1948                                                                   |
| Borussia Fulda               | 0       | 2       | 1993, 1999                                                             |
| SpVgg Neu-Isenburg           | 0       | 2       | 1953, 1983                                                             |
| Viktoria Sindlingen          | 0       | 2       | 1978, 1979                                                             |
| SV Rot-Weiß Hadamar          | 0       | 1       | 2017                                                                   |
| FC Ederbergland              | 0       | 1       | 2012                                                                   |
| KSV Klein-Karben             | 0       | 1       | 2007                                                                   |
| 1. FC Eschborn               | 0       | 1       | 2005                                                                   |
| SV Bernbach                  | 0       | 1       | 2004                                                                   |
| TuSpo Guxhagen               | 0       | 1       | 2001                                                                   |
| FC Herborn                   | 0       | 1       | 1997                                                                   |
| FV Bad Vilbel                | 0       | 1       | 1995                                                                   |
| FC Germania Dörnigheim       | 0       | 1       | 1988                                                                   |
| FC Ebach                     | 0       | 1       | 1985                                                                   |
| Viktoria Griesheim           | 0       | 1       | 1981                                                                   |
| SV Buchonia Flieden          | 0       | 1       | 1980                                                                   |
| Gladenbacher SC              | 0       | 1       | 1977                                                                   |
| SV Wiesbaden                 | 0       | 1       | 1976                                                                   |
| TSV Klein-Linden             | 0       | 1       | 1974                                                                   |
| SSV Auf der Heide Bottenhorn | 0       | 1       | 1973                                                                   |
| TSV Wabern                   | 0       | 1       | 1972                                                                   |
| SV Hermanstein               | 0       | 1       | 1969                                                                   |
| SV Somborn                   | 0       | 1       | 1967                                                                   |
| SV Niederselters             | 0       | 1       | 1966                                                                   |
| 1. FC Langen                 | 0       | 1       | 1965                                                                   |
| FC Homberg                   | 0       | 1       | 1964                                                                   |
| Eintracht Stadtallendorf     | 0       | 1       | 1963                                                                   |
| FC Arheilgen                 | 0       | 1       | 1961                                                                   |
| Hermannia Kassel             | 0       | 1       | 1960                                                                   |
| Germania Marburg             | 0       | 1       | 1959                                                                   |
| VfL Marburg                  | 0       | 1       | 1958                                                                   |
| SV Kilianstädten             | 0       | 1       | 1957                                                                   |
| FC Union Niederrad           | 0       | 1       | 1955                                                                   |
| SG Gelnhausen                | 0       | 1       | 1952                                                                   |
| SV Jügesheim                 | 0       | 1       | 1951                                                                   |
| FC Hassia Dieburg            | 0       | 1       | 1947                                                                   |

- Finales ganadas en Negrita.
- 1 La final de 1947 se jugó el desempate dos veces, los partidos anteriores terminaron 3–3 y 2–2.
- 2 La final de 1953 se repitió al terminar el partido original con empate 1–1.
- 3 La final de 1957 se suspendió al minuto 65 por problemas con el ruido, por lo que el SV Kilianstädten abandonó el campo de juego. El partido terminó con el marcador en ese momento y los 25 minutos restantes no se jugaron.
- 4 La final de 1962 se repitió luego de terminar el partido original empatado 1–1 al finalizar el tiempo extra.